# 메리 페런트
메리 페런트(영어: Mary Parent, 1968년 ~ )는 미국의 영화 제작자이다.

## 제작 작품 목록
- 유, 미 앤 듀프리(2006)
- 웰컴홈(2008)
- 사람 만들기(2008)
- 퍼시픽 림(2013)
- 노아(2014)
- 고질라(2014)
- 스폰지밥 3D(2015)
- 레버넌트: 죽음에서 돌아온 자(2015)
- 몬스터 트럭(2016)
- 콩: 스컬 아일랜드(2017)
- 끝에서 시작되다(2017)
- 퍼시픽 림: 업라이징(2018)
- 명탐정 피카츄(2019)
- 고질라: 킹 오브 몬스터(2019)
- 에놀라 홈즈(2020)
- 고질라 vs. 콩(2021)
- 듄(2021)
- 에놀라 홈즈 2(2022)
- 듄: 파트 2(2023)
- 고질라 x 콩: 더 뉴 엠파이어(2024)